# Charles Kingsford Smith
Pour les articles homonymes, voir Kingsford et Smith.
Sir Charles Edward Kingsford Smith, né le 9 février 1897 à Hamilton (actuel Queensland) et mort disparu le 8 novembre 1935 en mer d'Andaman, souvent appelé Kingsford-Smith ou par son surnom Smithy, est un célèbre pionnier australien de l'aviation qui a suivi des études d'ingénieur électrique, avant d'intégrer les Forces australiennes militaires. À la tête d'un équipage de quatre hommes, il est le premier pilote de l'histoire à réaliser un vol transpacifique en 1928, en deux escales, accueilli à Brisbane par 26 000 spectateurs.

## Biographie

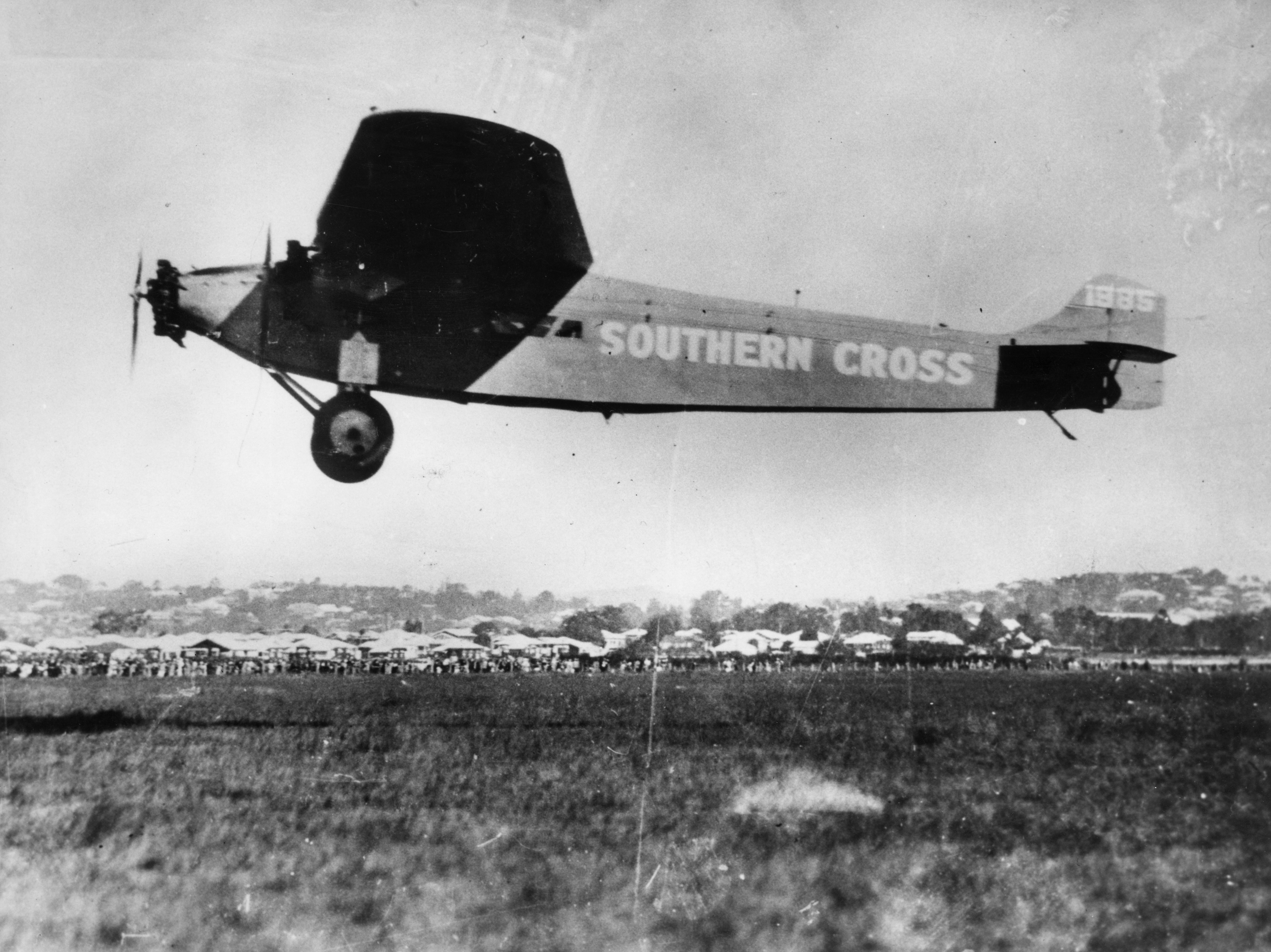
Le Southern Cross à son arrivée à Brisbane.

Le 9 juin 1928, à bord de son trimoteur Fokker F.VII Southern Cross et avec un équipage de 4 hommes lui compris, au côté de son copilote Charles Ulm, ils deviennent les premiers hommes à traverser l'océan Pacifique en avion entre les États-Unis (au départ d'Oakland en Californie le 31 mai, escales à l'aérodrome militaire de Wheeler dans le comté d'Honolulu à Hawaï et Suva dans les Fidji et arrivée à l'aéroport de Brisbane), soit un voyage de huit jours et 11 566 km. Il réalise également la première traversée de l'Australie sans escale et le premier vol entre l'Australie et la Nouvelle-Zélande.
Le 19 octobre 1930, il achève avec son Southern Cross Junior un raid aérien de l'Angleterre à l'Australie, qui lui permet d'être détenteur du record de vitesse sur ce trajet : dix jours, cinq heures et vingt-cinq minutes. Il est fait Knight Bachelor en 1932.

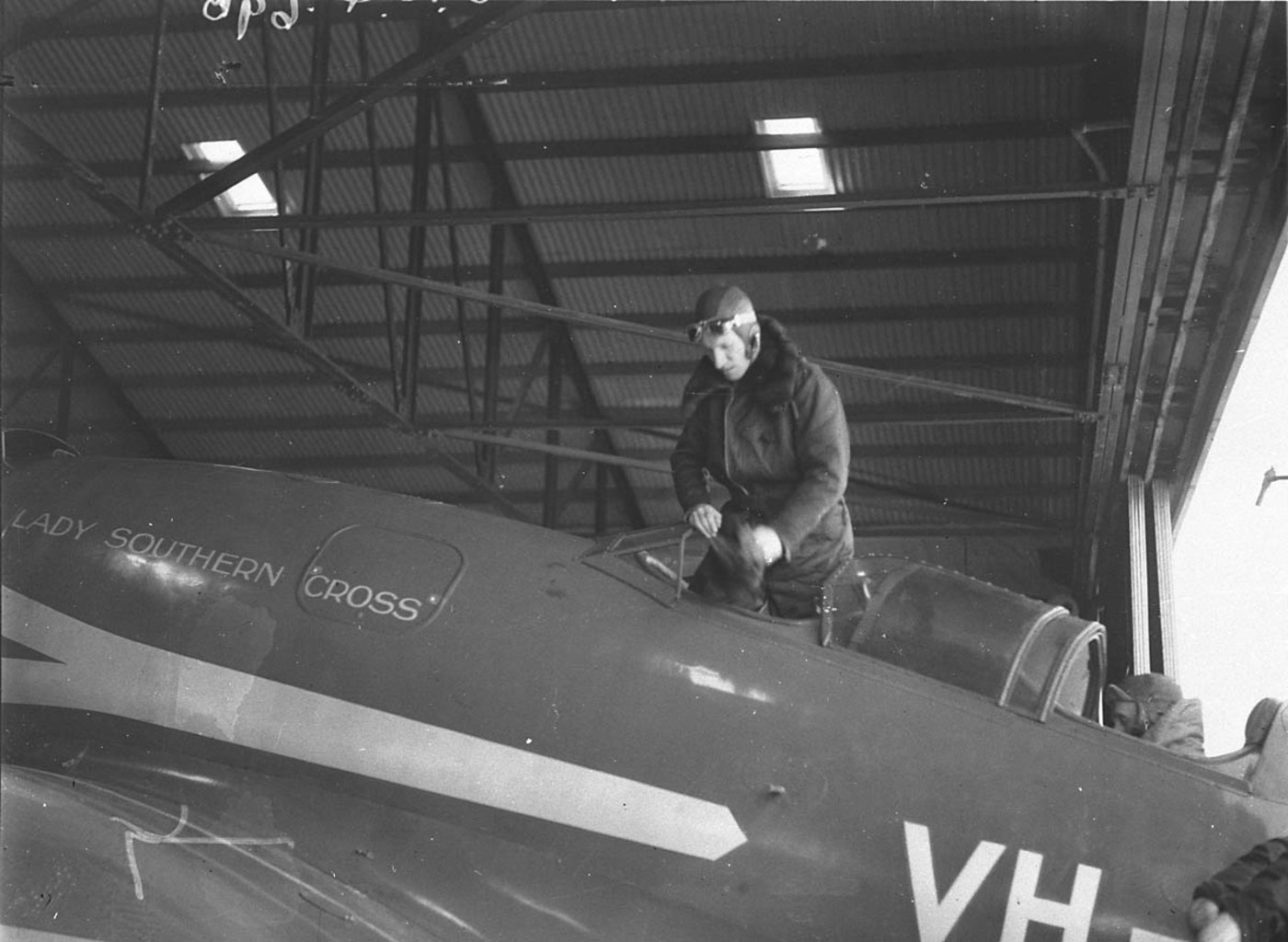
Le Lady Southern Cross avec Kingsford Smith à son bord.

Il disparaît au petit matin du 8 novembre 1935 avec son copilote et opérateur radio Tommy Pethybridge au-dessus de la mer d'Andaman lors d'un vol de nuit entre Allâhâbâd et Singapour avec le Lockheed Altair Lady Southern Cross, alors qu'il tentait de battre le record de vitesse sur la distance Angleterre – Australie, que détenaient depuis 1934 Charles William Anderson Scott et Tom Campbell Black (deux jours, quatre heures et trente-neuf minutes).
L'aéroport international de Sydney ainsi que Kingsford Smith, un satellite naturel de Saturne, portent son nom.